# قلب (نحو)
القلب في النحو هو التغيير الطارئ على ترتيب الكلمات العادي في اللغات. 